# Форбс, Джеймс Дэвид
Джеймс Дэвид Форбс (англ. James David Forbes; 1809—1868) — шотландский физик. 
Член Лондонского королевского общества (1832), член-корреспондент Парижской академии наук (1842).

## Биография
Джеймс Дэвид Форбс родился 20 апреля 1809 года в городе Эдинбурге. Учился в университете родного города, а затем с 1833 по 1860 год был профессором физики в альма-матер.
Известен своими научными работами по теплоте, тепловому излучению, электричеству, оптике, исследованию ледников.
В 1834 году он открыл поляризацию тепловых лучей, наблюдал их интерференцию. Изучал теплопроводность и электропроводность тел, в частности, металлов. Одним из первых продемонстрировал зависимость теплопроводности от температуры.
В 1843 году учёный был награждён Королевской медалью Лондонского королевского общества.
Джеймс Дэвид Форбс умер в 1868 году.

## Избранная библиография
- On the Mathematical Form of the Gothic Pendent (1836)
- Travels through the Alps (1843)
- Norway and its Glaciers (1853)
- Tour of Mont Blanc and Monte Rosa (1855).